# Радиаторный ниппель
Радиаторный ниппель — специальный вид сантехнического ниппеля, имеющего с двух торцов левую и правую трубную резьбу G 1 1/4 или 1 дюйма цилиндрическую по ГОСТ 6357-81, предназначенный для соединения отдельных секций в радиаторы отопления.
В настоящее время изготавливается из стали или чугуна, ранее применялось только чугунное литьё. Герметизация стыков секционных отопительных приборов осуществляется кольцевой резиновой или паронитовой прокладкой, сжимаемой с боков секциями батареи при помощи ниппеля. Свинчивание секций в единую конструкцию осуществляется ключом с «прямым» («плоским») наконечником через открытое отверстие отопительного прибора. В первой половине XX века герметизация секций осуществлялась, как правило, подмоткой пакли, пропитанной смесью олифы и сурика.